# Probolodus heterostomus
Probolodus heterostomus és una espècie de peix de la família dels caràcids i de l'ordre dels caraciformes.

## Morfologia
- Els mascles poden assolir 8,1 cm de llargària total i les femelles 10,4.[2]

## Alimentació
Menja escates de peixos, insectes, crustacis petits i matèria vegetal.

## Hàbitat
Viu en zones de clima tropical.

## Distribució geogràfica
Es troba a Sud-amèrica: conques fluvials costaneres del sud-est del Brasil.